# Sylvietta virens
A Sylvietta virens a verébalakúak (Passeriformes) rendjébe, ezen belül a Macrosphenidae családba és a Sylvietta nembe tartozó faj. 8-9 centiméter hosszú. Angola, Benin, Burundi, Csád, Dél-Szudán, Egyenlítői-Guinea, Elefántcsontpart, Gabon, Gambia, Ghána, Guinea, Kamerun, Kenya, a Kongói Demokratikus Köztársaság, a Kongói Köztársaság, a Közép-afrikai Köztársaság, Libéria, Nigéria, Ruanda, Sierra Leone, Szenegál, Tanzánia, Togo és Uganda erdős területein él. Rovarokkal, pókokkal táplálkozik.

## Alfajai
- S. v. flaviventris (Sharpe, 1877) – Gambia, dél-Szenegál, dél-Guineától délnyugat-Nigériáig;
- S. v. virens (Cassin, 1859) – délkelet-Nigériától keleten délnyugat-Közép-afrikai Köztársaságig, délen Gabonig és a Kongói Köztársaság középső részéig;
- S. v. baraka (Sharpe, 1897) – a Kongói Demokratikus Köztársaságtól keleten Dél-Szudánig, nyugat- és dél-Ugandáig, nyugat-Kenyáig, délen északkelet-Angoláig, Brurundiig és északnyugat-Tanzániáig;
- S. v. tando (W. L. Sclater, 1927) – dél-Kongói Demokratikus Köztársaság, északnyugat-Angola.

## Fordítás
- Ez a szócikk részben vagy egészben  a   Green crombec című angol Wikipédia-szócikk fordításán alapul.  Az eredeti cikk szerkesztőit annak laptörténete sorolja fel. Ez a jelzés csupán a megfogalmazás eredetét és a szerzői jogokat jelzi, nem szolgál a cikkben szereplő információk forrásmegjelöléseként.